# Хейфиц Йосип Юхимович
Йосип Юхимович Хейфиц (4 (17) грудня 1905, Мінськ, Російська імперія — 24 квітня 1995, Санкт Петербург, Росія) — радянський і російський кінорежисер, сценарист, педагог. Лауреат двох Сталінських премій (1941, 1946). Народний артист СРСР (1964). Герой Соціалістичної Праці (1975).

## Біографія
В 1927 закінчив Ленінградський технікум екранного мистецтва, в 1928—1930 рр. навчався на кінофакультеті Інституту історії мистецтва. В 1928 прийшов працювати на кінофабрику «Совкіно» (нині — кіностудія «Ленфільм»). У кіно дебютував спочатку як сценарист, спільно з О. Г. Івановим і О. Г. Зархі створивши сценарії фільмів «Місяць зліва» і «Транспорт вогню». Пізніше став режисером-постановником, з 1928 по 1950 роки працював спільно з О. Г. Зархі, очолив 1-ю комсомольську постановочну бригаду ленінградської фабрики «Совкіно» (нині кіностудія «Ленфільм»).
Викладав в акторській школі при кіностудії «Ленфільм», на Вищих курсах режисерів і сценаристів.

## Фільмографія

### Режисер
- 1930 — Вітер в обличчя (спільно з О. Г. Зархі)
- 1931 — Полудень (спільно з О. Г. Зархі)
- 1933 — Моя Батьківщина (спільно з О. Г. Зархі)
- 1935 — Гарячі днинки (спільно з О. Г. Зархі)
- 1936 — Депутат Балтики (спільно з О. Г. Зархі)
- 1939 — Член уряду (спільно з О. Г. Зархі)
- 1942 — Його звуть Сухе-Батор (спільно з О. Г. Зархі)
- 1944 — Малахов курган (спільно з С. Й. Дерев'янський і О. Г. Зархі)
- 1946 — В ім'я життя (спільно з О. Г. Зархі)
- 1948 — Дорогоцінні зерна (спільно з О. Г. Зархі)
- 1950 — Вогні Баку (спільно з О. Г. Зархі і Р. Тахмасіб)
- 1953 — Весна в Москві (спільно з Н. М. Кошеверовою)
- 1954 — Велика родина
- 1955 — Справа Румянцева
- 1958 — Люба моя людина
- 1960 — Дама з собачкою
- 1961 — Горизонт
- 1963 — День щастя
- 1967 — У місті С.
- 1971 — Салют, Маріє!
- 1973 — Погана хороша людина
- 1975 — Єдина...
- 1978 — Ася
- 1979 — Уперше заміжня
- 1983 — Шурочка
- 1986 — Підсудний
- 1987 — Згадаємо, Товаришу
- 1988 — Ви чиї, старі?
- 1989 — Мандрівний автобус
- 1993 — Рядовий випадок